# Michael Robinson
Michael John Robinson (Leicester, Inglaterra, 12 de julio de 1958-Madrid, 28 de abril de 2020) fue un futbolista, comentarista y presentador de televisión británico-irlandés afincado en España.
Durante su etapa como jugador de fútbol desempeñó la posición de delantero en diversos equipos de Inglaterra. Su debut profesional tuvo lugar en 1975 con el Preston North End; tras una breve experiencia en el Manchester City, en 1980 fue traspasado al Brighton & Hove Albion y de ahí llegó en 1983 al Liverpool F.C., con el que ganó un triplete de Liga, Copa de la Liga y Copa de Europa en la temporada 1983-84. En 1987 se marchó a España para terminar su carrera en el Club Atlético Osasuna, retirándose a los 30 años por culpa de una lesión. A nivel internacional jugó para la selección de fútbol de Irlanda, aprovechando que su madre tenía antepasados irlandeses.
Al poco tiempo de su retirada deportiva, Robinson desarrolló una prolífica carrera en los medios de comunicación españoles. Debutó en 1989 en Televisión Española, y a partir de 1990 se convirtió en uno de los narradores de fútbol más reconocibles de Canal+, formando pareja de retransmisión junto a Carlos Martínez. En 1991 entró como colaborador en El día después, un programa de resúmenes de Primera División que llegaría a presentar entre 1994 y 2005. De 2007 a 2020 dirigió y presentó el espacio de periodismo deportivo Informe Robinson en Movistar+, así como su variante Acento Robinson en la Cadena SER.
Su labor ha sido reconocida con tres Premios Ondas (1992, 2009 y 2020) y el Premio Internacional de Periodismo Manuel Vázquez Montalbán (2017).

## Biografía
Michael Robinson nació el 12 de julio de 1958 en Leicester. Cuando tenía cuatro años toda su familia se mudó a la ciudad costera de Blackpool, donde pasaría toda la infancia. Su padre Arthur Robinson fue también futbolista. Michael se casó con una amiga que había conocido en el colegio, Christine Robinson, y con ella tuvo dos hijos, Liam y Aimee.
Después de retirarse del fútbol, él y su familia se fueron a vivir a Windsor (Inglaterra), pero a raíz de su trabajo en España terminaron estableciéndose en Madrid.

## Trayectoria deportiva

### Ligas de Inglaterra (1975-1986)
Comenzó su carrera deportiva en las categorías inferiores del Coventry City, en la demarcación de delantero. Después de pasar por varios clubes amateur de Blackpool, en 1974 recaló en el Preston North End de Tercera División con un contrato parcial. Al año siguiente debutó con el primer equipo bajo las órdenes de Harry Catterick, y cuando cumplió los 18 años fue renovado con un contrato profesional. En total llegó a disputar 48 partidos oficiales y marcó 15 goles en cuatro temporadas, la mayoría en Segunda División.
Su producción ofensiva llamó la atención del Manchester City de Malcolm Allison, que fichó al jugador por 750 000 libras en verano de 1979, récord en la época por un futbolista de 21 años, sin experiencia en Primera División. A pesar de las expectativas generadas, sus ocho goles en 30 partidos no bastaron para mantener la titularidad. Al año siguiente se marchó al Brighton and Hove Albion por 400 000 libras.
A diferencia de lo sucedido en su destino anterior, Robinson gozó de confianza en el Brighton y se ganó la titularidad en un plantel en el que llegaría a coincidir con Mark Lawrenson y Jimmy Case. Entre 1980 y 1983 llegó a marcar 37 goles en 113 encuentros, además de disputar la final de la FA Cup de 1983 en la que cayeron ante el Manchester United. Ese mismo año su equipo bajó a Segunda División, por lo que llamó la atención de numerosos clubes británicos.
En el verano de 1983 fue contratado por el Liverpool F.C., equipo del que ha sido siempre declarado seguidor, por 200 000 libras. A pesar de que tuvo problemas para hacerse un hueco en el ataque formado por Ian Rush y Kenny Dalglish, la temporada 1983-84 fue la más exitosa de su carrera con tres títulos: Liga, Copa de la Liga y Copa de Europa, llegando a jugar la final de 1984 en la que derrotaron a la A.S. Roma. En el siguiente curso mantuvo la misma dinámica, con solo siete titularidades, por lo que terminaría siendo traspasado al Queens Park Rangers en diciembre de 1984.

### Club Atlético Osasuna (1987-1989)
Sin oportunidades en la liga inglesa por una lesión de rodilla, Robinson aceptó en enero de 1987 un traspaso al Club Atlético Osasuna de la Primera División española, valorado en 25 millones de pesetas. El futbolista ha reconocido que llegó a la negociación sin conocer el club ni la ciudad donde estaba situado, más allá de que el año anterior habían eliminado al Glasgow Rangers en la Copa de la UEFA.
El debut con los pamploneses fue el 10 de enero de 1987, una derrota contra el Athletic Club en San Mamés. Pronto se convirtió en titular bajo las órdenes de Pedro Mari Zabalza, y en su primera temporada logró siete goles en 23 partidos que sirvieron para certificar la permanencia en Primera. Al año siguiente, Robinson convenció a su excompañero Sammy Lee para que recalara en El Sadar; el trío de ataque que formaron junto al canterano Jon Andoni Goikoetxea llevó al conjunto navarro al quinto puesto en la temporada 1987-88.
Robinson terminaría retirándose del fútbol profesional por culpa de sus molestias en la rodilla derecha. Ya se había perdido varios partidos por una artroscopia, y en la temporada 1988-89 su continuidad se vio truncada aún más. Después de una hipertensión en la rodilla contra el Real Betis, el 15 de enero de 1989, rescindió el contrato con Osasuna y anunció su retirada prematura a los 30 años.

### Selección nacional
Fue internacional absoluto por la selección de Irlanda en 24 ocasiones y marcó cuatro goles. A pesar de haber nacido en Inglaterra, pudo competir con la República de Irlanda porque su madre tenía antepasados irlandeses. Después de no ser convocado con los ingleses por la competencia de Paul Mariner y Peter Withe, siguió el consejo de su primer entrenador en el equipo reserva del Preston, Alan Kelly Sr., quien también había sido internacional irlandés. Debutó en partido oficial el 28 de octubre de 1980 frente a Francia en el Parque de los Príncipes, en un encuentro para la clasificación del Mundial 1982 que su país perdió por 2:0. Un mes después, en el mismo torneo, marcó su primer gol como internacional frente a Chipre (6:0). Robinson fue titular en las convocatorias del seleccionador Eoin Hand, pero cuando este fue reemplazado por Jack Charlton terminó perdiendo el puesto. Su última cita fue un amistoso contra Checoslovaquia en mayo de 1986.

## Trayectoria como periodista
Robinson inició su carrera en los medios de comunicación a los pocos meses de retirarse. Debutó a finales de 1989 en Televisión Española como comentarista de los partidos de la Primera División inglesa dentro del espacio Estadio 2, y de ahí pasó al equipo de narradores que cubrió la Copa Mundial de Fútbol de 1990, junto con el periodista Luis Fernández. Al mismo tiempo estuvo trabajando como directivo en Screensport, una productora vinculada a Sky Television que terminaría fusionándose en Eurosport.
En 1990 el futbolista entabló amistad con Alfredo Relaño, responsable de deportes en Canal+ España. Ambos ya se conocían porque el futbolista tenía que contactar con él para la venta de derechos de emisión, pero Relaño logró convencerle para que volviese a trabajar como comentarista de La Liga en su canal de televisión, formando desde entonces dupla de retransmisión con Carlos Martínez. Meses después amplió su colaboración a la tertulia radiofónica de El larguero (Cadena SER), con José Ramón de la Morena.
Ya en 1991, Robinson fue contratado para sustituir a Jorge Valdano como analista en el programa El día después, que entonces presentaba Nacho Lewin. Su estilo desenfadado y didáctico, así como su marcado acento inglés hizo que se convirtiera en un rostro muy popular entre los espectadores españoles. Y cuando Lewin se marchó en 1994, Canal+ decidió contratarle como presentador junto con Lobo Carrasco y Joaquín Ramos Marcos. El día después se mantuvo en emisión hasta 2005, y a lo largo de catorce años de trayectoria recibió un Premio Ondas al mejor programa deportivo (1992) y tres premios de la Academia de Televisión.
Cuando Canal Plus dejó su señal en abierto a un nuevo canal de televisión (Cuatro), El día después fue reemplazado por un nuevo programa llamado Maracaná 05. Los directivos habían previsto que Robinson fuese copresentador junto a Paco González y Carlos Latre, pero el exfutbolista dejó el proyecto a las dos semanas del estreno por discrepancias con la línea editorial. Tras su salida continuaría siendo el comentarista principal de Canal+ y colaborador en la Cadena SER.
En octubre de 2007 estrenó un nuevo programa en Canal+, Informe Robinson, en el que presenta reportajes de producción propia con el deporte como hilo conductor. Desde entonces se han estrenado doce temporadas, manteniéndose también en la programación de los canales premium de Movistar+ (#0 y #Vamos). Informe Robinson ha sido alabado por la crítica especializada y fue galardonado en 2009 con el Premio Ondas al «mejor programa de entretenimiento o de cobertura especial». Además existe una variante radiofónica para la Cadena SER, llamada Acento Robinson. En 2016 lo compaginó con el programa de telerrealidad Caos F.C. (Movistar+), copresentado con Raúl Ruiz, en el que ayudaban a equipos amateur de fútbol a remontar sus malos resultados.
Su trayectoria en medios de habla hispana no se limitó a España. Durante la Copa Mundial de Fútbol de 2014 formó parte del equipo de analistas del grupo mexicano Televisa Deportes. A finales de 2017 fue galardonado con el XII Premio Internacional de Periodismo Vázquez Montalbán, en la categoría de periodismo deportivo.
Su última intervención como comentarista fue el 11 de marzo de 2020 en Anfield, en la vuelta de los octavos de final de la Liga de Campeones entre el Liverpool y el Atlético de Madrid. Tras su fallecimiento, en octubre de ese mismo año fue galardonado a título póstumo con el Premio Ondas «al mejor presentador de televisión» de 2020.

## Otros proyectos
La popularidad de Robinson en España motivó que prestara su imagen para distintos proyectos. A mediados de los años 1990 se convirtió en el rostro visible del videojuego de gestión deportiva PC Fútbol. Además, Canal+ utilizó su réplica en muñeco de látex para presentar el informativo satírico Las noticias del guiñol desde 2002 hasta 2006.
En el ámbito del doblaje, fue actor de voz en las películas de animación Shrek 2 y Shrek tercero, interpretando al personaje de Doris, «la hermanastra fea».
Debido a su simpatía por el Cádiz CF, club del que fue consejero, y de la que dio muestras desde sus inicios como comentarista, fue nombrado hijo adoptivo de la ciudad en 2018.
Michael Robinson fue también un gran aficionado al rugby y, cuando trabajaba en Canal+, convenció a Alfredo Relaño para que adquiriese los derechos de emisión del Torneo Cinco Naciones, aun cuando este deporte era minoritario en España. Asimismo fue el principal impulsor en 2008 de la Super Ibérica de Rugby, un proyecto de liga profesional de rugby a 15 del que solo se celebró una temporada.

## Fallecimiento
En diciembre de 2018, en una entrevista en el programa La Ventana de la Cadena SER, anunció que padecía un melanoma con metástasis avanzada. Falleció a consecuencia del cáncer el 28 de abril de 2020, a los 61 años. El presidente del gobierno de España, Pedro Sánchez, así como numerosas figuras de la televisión y del deporte español, expresaron sus condolencias. Por otro lado, la Federación Irlandesa de Fútbol lamentó la muerte y agradeció su trayectoria internacional.

## Estadísticas

### Clubes
| Club | Div.          | Temporada     | Liga  | Liga  | Copas nacionales(1) | Copas nacionales(1) | Torneos internacionales(2) | Torneos internacionales(2) | Total | Total |
| Club | Div.          | Temporada     | Part. | Goles | Part.               | Goles               | Part.                      | Goles                      | Part. | Goles |
| --- | ------------- | ------------- | ----- | ----- | ------------------- | ------------------- | -------------------------- | -------------------------- | ----- | ----- |
| Preston North End Inglaterra |               |               |       |       |                     |                     |                            |                            |       |       |
| 3.ª | 1975-76       | 2             | 0     | -     | -                   | -                   | -                          | 2                          | 0     |       |
| 3.ª | 1976-77       | -             | -     | -     | -                   | -                   | -                          | -                          | -     |       |
| 3.ª | 1977-78       | 10            | 2     | -     | -                   | -                   | -                          | 10                         | 2     |       |
| 2.ª | 1978-79       | 36            | 13    | -     | -                   | -                   | -                          | 36                         | 13    |       |
| Total club | Total club    | 48            | 15    | -     | -                   | -                   | -                          | 48                         | 15    |       |
| Manchester City Inglaterra |               |               |       |       |                     |                     |                            |                            |       |       |
| 1.ª | 1979-80       | 30            | 8     | -     | -                   | -                   | -                          | 30                         | 8     |       |
| Total club | Total club    | 30            | 8     | -     | -                   | -                   | -                          | 30                         | 8     |       |
| Brighton & Hove Albion Inglaterra |               |               |       |       |                     |                     |                            |                            |       |       |
| 1.ª | 1980-81       | 42            | 19    | -     | -                   | -                   | -                          | 42                         | 19    |       |
| 1.ª | 1981-82       | 35            | 11    | -     | -                   | -                   | -                          | 35                         | 11    |       |
| 1.ª | 1982-83       | 36            | 7     | -     | -                   | -                   | -                          | 36                         | 7     |       |
| Total club | Total club    | 113           | 37    | -     | -                   | -                   | -                          | 113                        | 37    |       |
| Liverpool F. C. Inglaterra |               |               |       |       |                     |                     |                            |                            |       |       |
| 1.ª | 1983-84       | 24            | 6     | 1     | 0                   | 6                   | 2                          | 31                         | 8     |       |
| 1.ª | 1984-85       | 6             | 0     | -     | -                   | 1                   | 0                          | 7                          | 0     |       |
| Total club | Total club    | 30            | 6     | 1     | 0                   | 7                   | 2                          | 38                         | 8     |       |
| Q. P. R. Inglaterra |               |               |       |       |                     |                     |                            |                            |       |       |
| 1.ª | 1984-85       | 11            | 1     | -     | -                   | -                   | -                          | 11                         | 1     |       |
| 1.ª | 1985-86       | 26            | 5     | -     | -                   | -                   | -                          | 26                         | 5     |       |
| 1.ª | 1986-87       | 8             | -     | -     | -                   | -                   | -                          | 8                          | -     |       |
| Total club | Total club    | 45            | 6     | -     | -                   | -                   | -                          | 45                         | 6     |       |
| C. A. Osasuna · España |               |               |       |       |                     |                     |                            |                            |       |       |
| 1.ª | 1986-87       | 23            | 7     | -     | -                   | -                   | -                          | 23                         | 7     |       |
| 1.ª | 1987-88       | 23            | 2     | -     | -                   | -                   | -                          | 23                         | 2     |       |
| 1.ª | 1988-89       | 13            | 3     | -     | -                   | -                   | -                          | 13                         | 3     |       |
| Total club | Total club    | 59            | 12    | -     | -                   | -                   | -                          | 59                         | 12    |       |
| Total carrera | Total carrera | Total carrera | 325   | 84    | 1                   | 0                   | 7                          | 2                          | 333   | 86    |
| (1) Incluye FA Cup y Copa de la Liga. No se han encontrado datos del resto de competiciones. (2) Incluye Copa de Campeones de Europa. (3) No incluye goles en partidos amistosos. |               |               |       |       |                     |                     |                            |                            |       |       |

### Selecciones
| Absoluta Irlanda |                  |    |   |
| 1980 | 2                | 1  |   |
| 1981 | 5                | 2  |   |
| 1982 | 5                | 0  |   |
| 1983 | 3                | 1  |   |
| 1984 | 3                | 0  |   |
| 1985 | 4                | 0  |   |
| 1986 | 2                | 0  |   |
| Total en Irlanda | Total en Irlanda | 24 | 4 |
| (1) Incluye datos de las fases de clasificación para los campeonatos de Europa y del Mundo. (2) Incluye datos de partidos y torneos amistosos. |                  |    |   |

## Palmarés

### Campeonatos nacionales
| Título                         | Club      | Sede       | Año     |
| ------------------------------ | --------- | ---------- | ------- |
| Primera División de Inglaterra | Liverpool | Inglaterra | 1983-84 |
| Copa de la Liga de Inglaterra  | Liverpool | Inglaterra | 1983-84 |

### Campeonatos internacionales
| Título         | Club      | Año     |
| -------------- | --------- | ------- |
| Copa de Europa | Liverpool | 1983-84 |